# Adulto

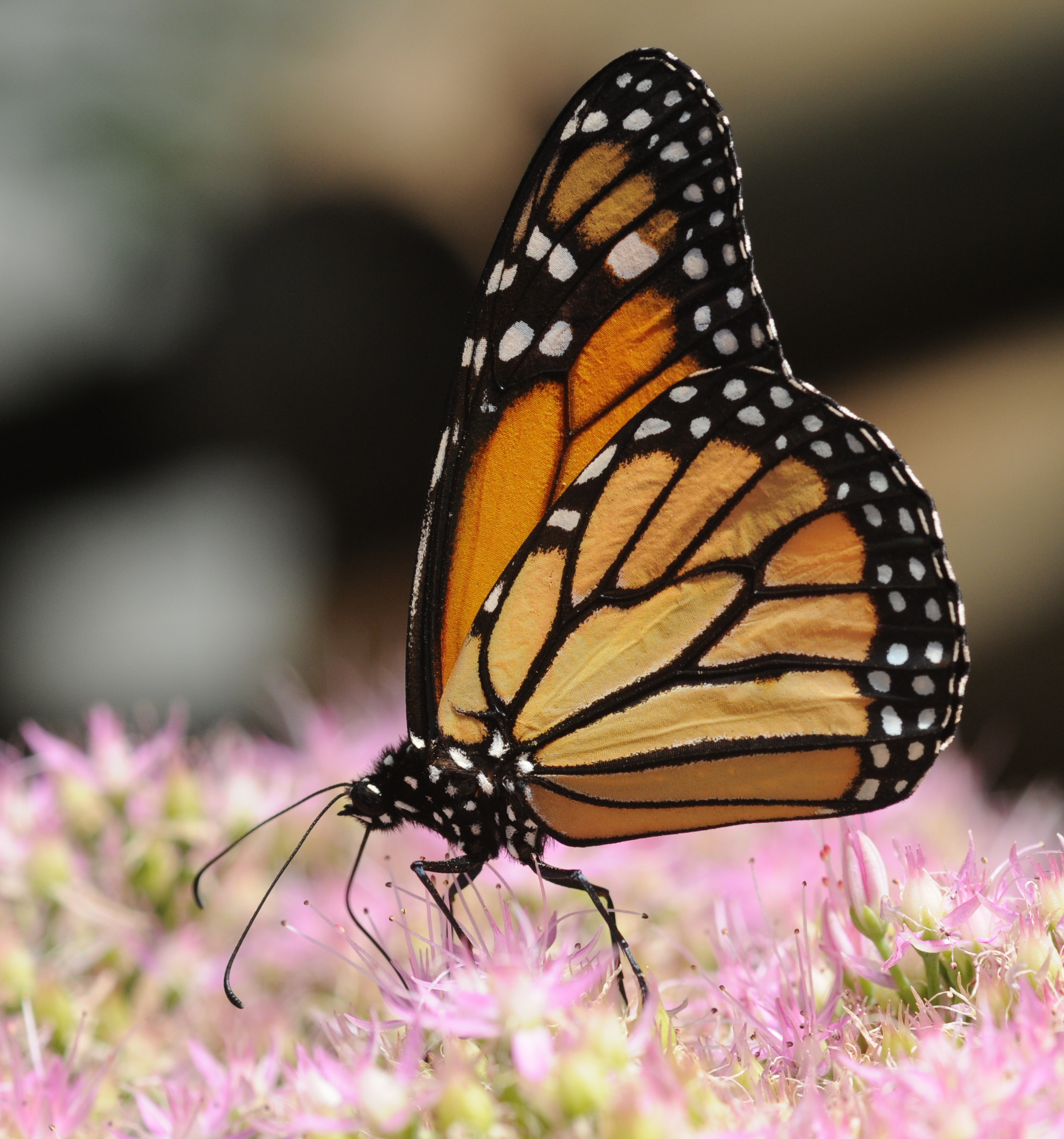
Las polillas y mariposas adultas se distinguen fácilmente de sus orugas.

Adulto hace referencia a un organismo con una edad tal que ha alcanzado su pleno desarrollo orgánico, incluyendo la capacidad de reproducirse. En el contexto humano el término tiene otras connotaciones asociadas a aspectos sociales y legales. La adultez puede ser definida en términos fisiológicos, psicológicos, legales, de carácter personal, o de posición social. La adultez en el Homo sapiens se divide en tres etapas: Adultez temprana desde los 18 años hasta los 40 años, adultez media desde los 40 años hasta los 60 años y la adultez mayor de los 60 años en adelante.

## Biología
En biología adulto es con frecuencia referido al estado imago.
En muchos invertebrados el imago es el último estadio del desarrollo de un individuo, después de su última ecdisis, ya sea a partir de la ninfa (metamorfosis incompleta) o después de emerger de la pupa (metamorfosis completa). Así, este es el único estadio en dónde el individuo, es sexualmente maduro y presenta sus funciones vitales, en el caso de los insectos alados (Pterygota).

## Seres humanos

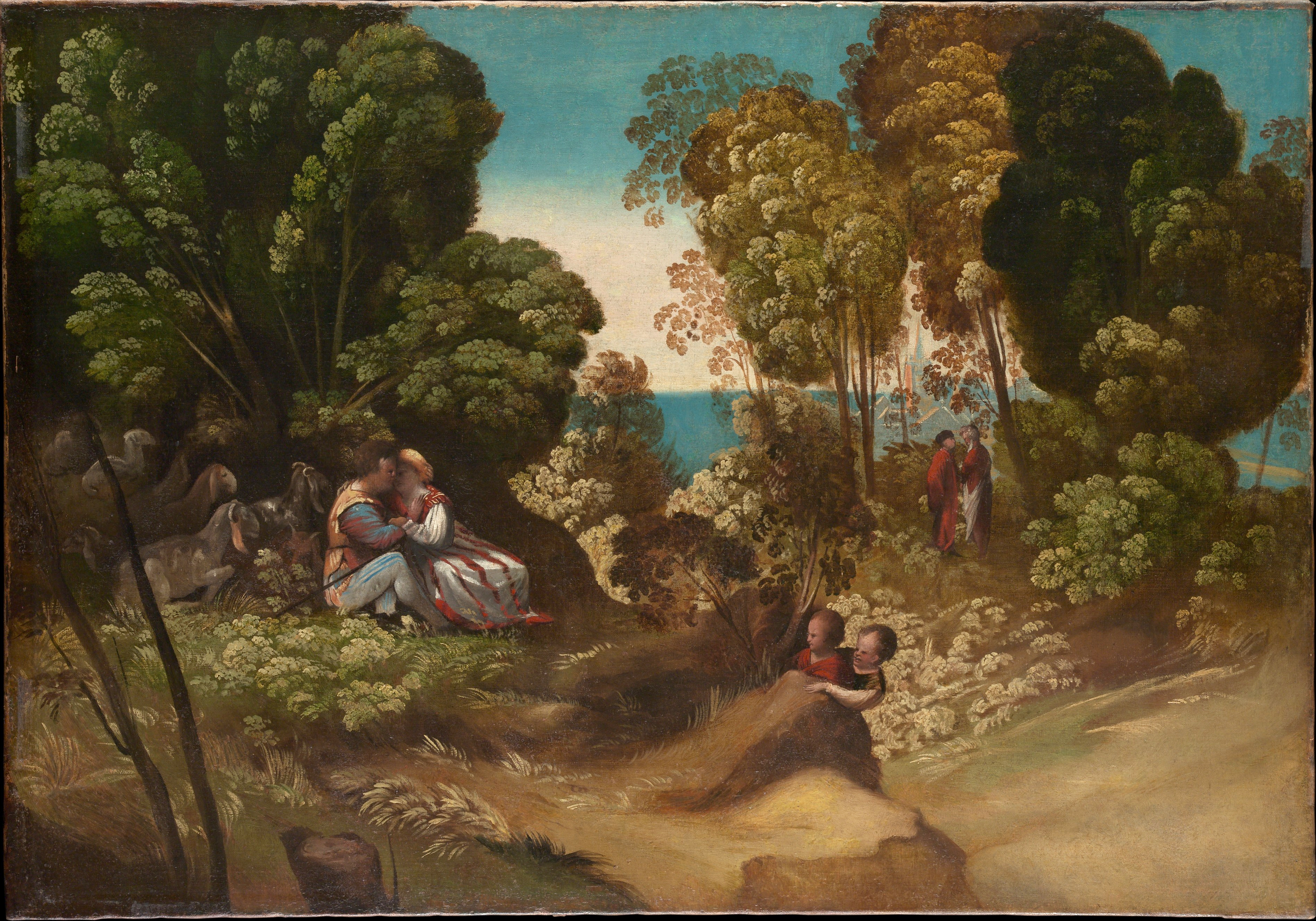
Dosso Dossi - Las tres edades del hombre.

Especialmente en un ser humano se dice que es adulto cuando ya ha dejado la infancia y adolescencia por alcanzar su completo desarrollo físico. Es una etapa de estabilidad relativa y de vigor físico.
Desde un punto de vista jurídico y en el caso de las personas la edad adulta supone el momento en que la ley establece que se tiene plena capacidad de obrar. Eso supone un incremento tanto en los derechos de la persona como en sus responsabilidades. 
Se debe tener presente que, en algunos ordenamientos jurídicos, "mayor de edad" y "adulto" no son, en sentido propio, términos sinónimos.
En esta etapa de la vida el individuo normalmente alcanza la plenitud de su desarrollo biológico y psíquico.

## Mayoría de edad
En gran parte del mundo una persona se considera mayor de edad y por tanto plenamente adulta a partir de los 18 años.
Generalmente, se puede decir que la edad adulta supone la presunción legal de que existe capacidad plena en el individuo para decidir y actuar en consecuencia. Por lo tanto, supone el incremento de sus posibilidades de actuación sin ayuda de sus padres o tutores o para realizar actos que antes tenía prohibidos por razón de su minoría de edad (por ejemplo, conducir vehículos, casarse, comprar propiedades o trabajar).
El hecho de que se considere que tiene la capacidad plena sobre sus actos también implica una serie de responsabilidades jurídicas sobre los mismos. En el caso del menor, puede no ser responsable por algunas actuaciones penales o por actos que den lugar a responsabilidad civil por lo tanto los responsables son sus padres o tutores en su lugar. A partir de la edad adulta el único responsable de sus actos es la propia persona y debe responder por ellos ante la justicia.
Los distintos ordenamientos jurídicos han ido estableciendo una serie de edades diferentes a partir de las el menor puede hacer legalmente y sin necesidad de ayuda realizar una serie de cosas.

## Adultez temprana

### Definición
La adultez temprana es el estado entre la adolescencia y la adultez media. Dicho periodo se da desde los 18 hasta los 40 años. Una de las características fundamentales de la teoría de Erik Erikson es que cada una de las etapas de la vida se ve marcada por un conflicto que es lo que permite el desarrollo del individuo. Cuando la persona resuelve cada uno de los conflictos esto le hace crecer psicológicamente. En la resolución de estos conflictos el ser humano encuentra un gran potencial para el crecimiento, pero si no lo resuelve, se puede encontrar un gran potencial para el fracaso. La adultez mayor busca resolver el siguiente conflicto: Intimidad frente a aislamiento.
Durante estos años, la mayoría de los jóvenes finaliza la escuela y elige entre trabajar a tiempo completo o proseguir su educación. Sin importar la elección del joven, muchos aspectos de su vida emocional serán los mismos. Los teóricos ponen gran énfasis en fortalecer las relaciones sentimentales y definir los objetivos a largo plazo durante este período de drásticos cambios. La forma de relacionarse cambia, uno comienza a buscar relaciones más íntimas que ofrezcan y requieran de un compromiso por ambas partes, una intimidad que produzca sensación de seguridad, de no estar solo y de confianza. Cuando se evita este tipo de intimidad, el amor que puede desplegarse en estas relaciones más cercanas, uno puede estar bordeando la soledad o aislamiento que puede derivar en depresión.
Período de los 25 a 35 años, donde los adultos suelen buscar su realización personal, ya sea en el ámbito laboral, es decir tener una profesión y desarrollarse en el trabajo, como en el ámbito personal donde se busca encontrar una pareja para compartir metas y sea un apoyo en la realización de sus objetivos.

### Etapas de Erik Erikson ySchaie
Erikson elabora una teoría psicosocial, la cual es dividida en etapas según la edad que tenga el individuo. Cada parte de dicho desarrollo traerá consigo un problema a resolver, de lo contrario, el sujeto arrastrará carencias hasta ser estas resueltas. Si se resuelve la etapa podremos hablar de un individuo sano; caso contrario, se desarrollará una identidad menos sana. 
Al igual que todas las etapas del ciclo vital humano, Erikson propondrá una para la adultez temprana, dicha etapa irá de entre los 21 hasta los 35 años aproximadamente. En este caso él dirá que estamos ante una situación en la cual el individuo debe mediar entre la intimidad y el aislamiento. Esta es una etapa en la cual los sujetos comienzan a establecer vínculos sumamente estrechos como la elección de una pareja con la cual compartirán o también el caso de estrechar vínculos con nuestros amigos de la adolescencia. El éxito o no de esta etapa dependerá de si hemos sido capaces de crear relaciones de confianza tanto con amigos como con una pareja estable; por otro lado, el fracaso vendrá con el aislamiento: temer al compromiso. 
Otro autor que propondrá una serie de etapas del desarrollo humano será Schaie. Este modelo es diferente al propuesto por Erikson, pues él planteará cómo varía el uso del intelecto en la vida según las necesidades y motivaciones. Propondrá que la adultez temprana será la “Etapa de logro”, donde el conocimiento adquirido no será útil por sí mismo, sino por lo que se pueda lograr con él: lograr metas, finalizar una carrera, obtener empleos o establecer una familia.

### Desarrollo cognitivo
Los cambios cognitivos en la edad adulta plantean problemas y dificultades específicas para cada subetapa que la compone. Asimismo, las características comunes son menos obvias en la etapa adulta, ya que los comportamientos de las conductas de los individuos no podrían ser similares debido a que la interrelación social se incrementa, mientras que los cambios físicos y cerebrales son menos generales. Más adelante, en la vejez vuelven aparecer las similitudes conductuales y la variabilidad física y mental que se observan en las primeras etapas (infancia y adolescencia). Por ello, el desarrollo cognitivo en la etapa adulta se va a observar con muchos matices de acuerdo al desenvolvimiento que tenga el individuo a lo largo de su vida.
Los científicos de las teorías neopiagetianas del desarrollo cognitivo, nos hablan del pensamiento posformal y reflexivo, que presupone operaciones, estadios y dialécticas en el proceso del pensamiento. Por un lado, pensamiento posformal es flexible, abierto, adaptable e individualista. Además, en esta etapa se integran lógica, intuición y emoción. Por el lado, del pensamiento reflexivo se resalta la dialéctica donde se logra admitir e integrar la existencia de puntos de vista contrarios. Asimismo, dentro del pensamiento reflexivo el adulto conecta, cuestiona e infiere.

### Educación superior y desarrollo psicosocial en los procesos cognitivos del adulto
Los adultos que tienen la posibilidad de asistir a centros de educación superior como las universidades logran tener un pensamiento avanzado, puesto que obtienen aprendizajes de tareas intelectuales, ideas y procesos nuevos, personas, desafíos intelectuales, mejora en la comunicación. Asimismo, algunos estudios señalan que el uso de las tecnologías de información y comunicación (TIC) construirá nuevos procesamientos cognitivos. Sabiendo que, los estudios sobre la cognición muestran procesos emocionales vinculados al aprendizaje, la atención, la decisión y el funcionamiento social. 
Los pensamientos posformal y reflexivo son relativos, puesto que permiten al individuo comprender e integrar un solo sistema lógico cuando enfrentan diversas problemáticas.
El desarrollo psicosocial sustentará dos referentes primordiales de aprendizajes para el desarrollo cognitivo del adulto: la identidad alcanzada y la intimidad. En primer lugar, lo más común es observar que la identidad alcanzada se ciñe a la búsqueda de la identidad vocacional. Sin embargo, la complejidad e identidad de cada individuo va más allá de la vocación, y más bien se relaciona estrechamente con su historia, contexto y proyección de vida. En segundo lugar, la intimidad que se generan en la formación de los vínculos proporcionara tanto alivio como estrés dentro de las relaciones que forman. Asimismo, siempre los individuos dentro de sus aprendizajes cognitivos tendrán influencia e interrelación directa de los tipos de vínculos y afectos que hayan formado en el transcurso de su vida. 
El modelo de ciclo de vida para el desarrollo cognoscitivo de Schaie, afirma que los seres humanos atravesaran siete etapas, las cuales examinaran al intelecto dentro de la interacción y motivación que lo social ejerce para una persona. Es así, que en la adultez temprana se constituirá de tres etapas: logro, responsabilidad y ejecutiva. En un principio, en la etapa de logro (21-31, años) el adulto reconoce y aplica los conocimientos adquiridos en una etapa anterior para alcanzar metas a largo plazo. Las cuales podrían ser terminar una carrera profesional o la formación de una familia. A continuación, en la etapa de la responsabilidad (39-65, años), el individuo utiliza sus capacidades cognitivas para resolver problemas asociados con el cuidado de otros. Este cuidado se puede extender a nivel familiar, compañeros de trabajo y comunidad. Al final, en la etapa ejecutiva (antes de los 40 a la edad media), el adulto desarrolla la habilidad de aplicar el conocimiento complejo en diferentes niveles. Aquí se responsabiliza de sistemas sociales o movimientos sociales. Por ello, se puede decir que en esta etapa se puede superponer las etapas anteriores.

### Desarrollo moral
Para Piaget y Kohlberg, el desarrollo moral depende del desarrollo cognitivo ya que el adulto logra superar el pensamiento egocéntrico (niñez) lo cual implica una capacidad creciente para pensar de manera abstracta. 
Según Kohlberg, el adulto se encontraría en el tercer nivel de la teoría del desarrollo moral la cual es conocida como postconvencional. Aquí, los juicios están basados en lo abstracto y por principios personales que no necesariamente están definidos por las leyes de la sociedad. Se establecen valores independientes a las instituciones como la libertad y la vida. En la adultez, la persona puede encontrarse en una de las dos siguientes etapas.
•	Etapa 5 “Contrato social”. El adulto joven piensa en términos racionales, valorando el bienestar social y la voluntad de la mayoría. El sujeto acepta el obedecimiento a la ley impuesta por la sociedad, es decir, respeta el consenso.
•	Etapa 6 “Principios éticos universales”. El adulto considera correcto una acción sobre la base de estándares internos, es decir, conceptos abstractos de justicia, dignidad humana e igualdad a pesar de las restricciones legales o de lo que los demás opinen. Los individuos en esta fase consideran que hay valores universales en los que todas las sociedades deben estar de acuerdo.
Por lo tanto, Kohlberg plantea que los individuos sólo podrían alcanzar estas etapas pasando los 20 años puesto que se requiere de experiencias para revaluar y definir lo que es correcto o justo al momento de juzgar. Asimismo, estas experiencias hacen que pueda ver mejor, moral y socialmente el punto de vista de los demás. Según Kohlberg, existen dos experiencias que facilitan el desarrollo moral: confrontar valores en conflicto (como sucede en la universidad o el ejército) y responder por el bienestar de otra persona (cuando un individuo se convierte en padre).

### Desarrollo emocional
El joven anda en busca de su equilibrio emocional, afectivo, su estabilidad laboral y social. Con la formación de una pareja se constituye un nuevo sistema, el cual será el inicio de una nueva familia. En esta etapa hay muchos que se encuentran satisfechos con su vida incluso se han esforzado por conseguir lo que querían.

#### Teoría de Erickson
Erik Erikson, un prominente teórico en el campo del desarrollo emocional, asigna metas específicas a distintos períodos de la vida. En la temprana adultez se supone que debe lidiarse con la intimidad y no con el aislamiento. Esto se refiere al deseo de relaciones estables y de largo plazo. Se considera que aquellos que hayan logrado intimidad tienen toda una serie de atributos positivos, como confianza y aceptación. Por otra parte, aquellos que viven aislados son más propensos a temer la soledad y el abandono. La intimidad requiere que un individuo sacrifique parte de su independencia en pos de otra persona. Luego de atravesar exitosamente las dificultades del aislamiento y la intimidad, una persona se manejará con generatividad, que es el deseo de mejorar la sociedad para las futuras generaciones.

#### Características del desarrollo emocional
En lo biológico las funciones se encuentran a su máximo funcionamiento, son estables y les refleja seguridad, poder, dominio, fortaleza, energía y resistencia física.
A nivel psicológico el dominio se manifiesta como un sentimiento de autonomía. Van a lograr controlar sus emociones y a su vez encontrar intimidad.
Para la sociedad estos son los años más importantes de toda la vida, ya que hay consolidación, identidad y comienzan a realizar su proyecto de vida.

### Roles sociales y el contexto personal

#### Relaciones íntimas
La necesidad de establecer relaciones firmes, estables, cercanas y comprometidas es una motivación importante de nuestra conducta humana. Las personas incrementan su cercanía debido a las revelaciones mutuas, la sensibilidad a las necesidades de otra y la aceptación y el respeto de recíprocos. Las relaciones íntimas requieren de autoconciencia, empatía, capacidad para comunicar emociones, resolver conflictos y respetar compromisos. Estas son centrales cuando los adultos tempranos deciden tener una relación, casarse o tener hijos. (Papalia, 2012)

#### Vida marital y no marital
No existe algo como un matrimonio o familia típica. Las personas se pueden casar muy jóvenes, otras pueden esperar más tiempo mientras otras deciden por no hacerlo. Algunas personas tienen hijos fuera del matrimonio, dentro o no los tienen. Otras personas se divorcian, otras se vuelven a casar y otros tienen matrimonios de traslado, están juntos pero viven separados. En el Perú el mayor número de enlaces se dio en el departamento de Lima. En total, 40.8 mil. La proporción de mujeres que contrajeron nupcias entre 25 y 34 años de edad fue ligeramente mayor al observado en hombres de este grupo. El porcentaje de hombres contrayentes de 35 a 44 años de edad fue superior respecto al de mujeres en ese mismo rango de edad. 

#### Paternidad
En las sociedades industriales, las personas tienen menos hijos hoy que en generaciones anteriores y empiezan a tenerlos más tarde, en muchos casos porque dedican los años de la adultez emergente a la educación y a establecer una carrera. (Papalia, 2012)

#### Divorcio
Solo en la última década (2000- 2010) los divorcios y separaciones se incrementaron en un 51,52% . Según un estudio del INEI, el divorcio es más frecuente en personas de 40 años y la tendencia es que se divorcien más jóvenes. Entre los principales problemas que se encontró fue en primer lugar la falta de comunicación (35%), problemas económicos (24%) y la desconfianza (12%). (Campos, 2011)

#### Violencia familiar
En promedio 8 mujeres al mes mueren asesinadas por sus parejas. 38.9% de las mujeres unidas de 15 a 49 años de edad alguna vez han experimentado violencia física y sexual por parte de su esposo o pareja. Es conocido que es más probable que los hombres que han sufrido de maltratos en su niñez también lo ejerzan sobre sus parejas actuales (Matos. 2006).
El promedio de hombres muertos por sus parejas no esta medido en la actualidad.

#### Desarrollo de carrera
El desarrollo de carrera tiene un impacto mayor en los cambios emocionales de la temprana adultez. A medida que los jóvenes adultos dejan la casa de sus padres y se vuelven económicamente independientes, su crecimiento profesional o la obtención de educación de nivel superior cobra una importancia especial. Los hombres son más propensos a apostar fuerte en estas metas, mientras que las mujeres frecuentemente se dividen entre sus familias y sus carreras. A causa de estos esfuerzos, una carrera exitosa tiende a resultar en una buena salud emocional y un autoestima alta, especialmente en los hombres.

#### Relaciones románticas
El éxito o el fracaso en la búsqueda de alguien especial juega un rol importante en el desarrollo emocional de los jóvenes adultos. Aquellos con relaciones satisfactorias muestran una autoestima mejorada y bienestar general, mientras que los que buscan infructuosamente pareja experimentan lo opuesto. Existen tres tipos de lazos generalmente reconocidos en lo que respecta a relaciones. Aquellos con una relación comprometida tienen confianza en sus relaciones y consideran al compañero un amigo además de un amante. La resistencia a los lazos en general se define por frecuentes altibajos en las relaciones con cambios impredecibles. Estos individuos tienden a tener una autoestima reducida y mostrarse más demandantes con sus parejas. Finalmente, evitar los lazos consiste en falta de confianza y falta de conexión emocional. Esto puede resultar en otros problemas, como infidelidad y alcoholismo.

### Salud mental
La adultez temprana es uno de los periodos de mayores cambios en el desarrollo de las personas. En cuanto al desarrollo social, el término de la vida escolar puede suponer una pérdida de estabilidad institucional y la oportunidad de desarrollar mayor agencia y autonomía en la propia vida si se cuenta con las facilidades necesarias. Asimismo, en esta etapa ocurren cambios internos relacionados con el desarrollo cognitivo y emocional entre cuyas nuevas características se encuentran una mayor capacidad de pensar en el futuro, de regulación emocional, una identidad más consolidada y mayor independencia. El estado de salud mental en la adultez temprana es consecuencia y causa a la vez de la capacidad para lidiar con los múltiples cambios que ocurren en esta etapa. (Schulenberg & Zarrett, 2006)

#### Factores de riesgo y protección
Existe una amplia gama de primeros factores de riesgo y protección que influyen en los resultados de salud mental. Estos factores son interactivos y bidireccionales, reflejando vínculos entre experiencias ambientales y del desarrollo del cerebro. Entre los factores de riesgo asociados con mayores probabilidades de desarrollar problemas de salud mental incluyen factores individuales,(como problemas prenatales, enfermedades crónicas, etc.), experiencias de la vida, (abuso, trauma, pobreza, etc.), factores familiares (violencia doméstica, poca supervisión de los padres, etc.), factores sociales (rechazo se pares, conflictos, etc) factores escolares (acoso escolar, modelos antisociales, etc) y características de la comunidad ( difícil acceso a servicios de apoyo, ausencia de normas contra la violencia, etc) Para contrarrestar estos factores de riesgo, hay una serie de factores que ayudan a los jóvenes a hacer frente a la adversidad, entre los cuales se encuentran factores individuales, (habilidades cognitivas, temperamento fácil, buena autoestima, etc.), experiencias de vida (tutoría, apoyo en etapas críticas, etc.) factores familiares (apego seguro a uno de los cuidadores, estabilidad familiar, etc.), factores sociales (grupo de pares con actitud pro social, desarrollo de habilidades sociales, etc.) factores escolares (buen ambiente escolar, éxito académico, etc.) y características de la comunidad(seguridad económica, redes de soporte social, etc.)( MacLeod & Brownlie, 2014)

#### Lo saludable en la adultez temprana
Por un lado, existen evidencias de un mayor funcionamiento saludable durante la adultez temprana. Según estudios realizados en población norteamericana, existe un aumento percibido en el bienestar comparado con etapas anteriores como la adolescencia, lo cual posiblemente sea explicado por una mayor autonomía para elegir el contexto (carrera, universidad, amigos, etc.) (Schulenberg & Zarrett, 2006) De igual manera, se sabe que muchas personas en los primeros años de adultez se preocupan por tener un estilo de vida saludable. Por ejemplo, muchos adultos inician una rutina de ejercicios aunque no lo hicieran en el colegio o en la universidad. Este cambio tiene consecuencias positivas en la salud mental y física en cuanto incrementa la sensación de bienestar, reduce la propensión hacia la depresión y ansiedad y reduce el riesgo de enfermedades coronarias. (Lefrancois, 2001) 
Este aumento en el bienestar se puede explicar por una adecuada satisfacción de las necesidades psicológicas de competencia, autonomía y relación. Como ejemplos de satisfacción de cada una de estas necesidades en la adultez temprana se pueden incluir el obtener un empleo acorde con las habilidades e intereses de uno mismo, la posibilidad de tomar decisiones propias en cuanto al futuro y el desarrollar una relación sentimental profunda con una persona, respectivamente. (Feldman, 2007)

#### Conductas de riesgo
Por otro lado, también existen evidencias de un incremento en factores y conductas de riesgo durante la adultez temprana, en particular, en aquellos años inmediatamente posteriores a la adolescencia. (MacLeod & Brownlie, 2014) Uno de los principales factores de riesgo en esta etapa es la exposición a niveles prolongados de estrés. La predisposición de los adultos jóvenes a padecerlo probablemente se encuentre en las exigencias y frustraciones, situaciones de conflicto y cambio que pueden derivarse de esta etapa. Cabe mencionar que el estrés crónico se constituye como un factor de riesgo ya que aumenta la probabilidad de padecer trastornos psiquiátricos, de recurrir al uso de drogas y alcohol y de enfermedades físicas como problemas gastrointestinales y cardiovasculares. (Lefrancois, 2001).
Asimismo, distintos estudios demuestran que el abuso de sustancias como drogas y alcohol tiene un aumento considerable en los primeros años de esta etapa (de 20 a 22 años), luego de los cuales estas conductas se reducen considerablemente. (Schulenberg & Zarrett, 2006). Este aumento en el consumo de sustancias en los primeros años de la adultez temprana se puede explicar porque se experimenta una mayor libertad (a comparación de un contexto más controlado como el colegio y la casa), así como una necesidad de exploración de identidad y deseo de aprobación por un nuevo grupo de pares. (MacLeod & Brownlie, 2014) Sin embargo, los nuevos roles sociales que se asumen luego de la adultez emergente (entre los 23 y 40 años) como el matrimonio y el trabajo, influyen en el abandono de este tipo de conductas. Por ello, una gran proporción de las personas que consumen alcohol y drogas regularmente durante la adultez emergente no necesariamente mantienen estas conductas en el futuro. (Schulenberg & Zarrett, 2006).
Contrariamente a lo que sucede con el abuso de sustancias, la manifestación de conductas antisociales disminuye en la adultez temprana en comparación con la adolescencia. Entre los adultos jóvenes que muestran conductas antisociales se distinguen aquellos que iniciaron este tipo de conductas a edades tempranas (en la niñez) y aquellos que lo hicieron posteriormente. Los jóvenes que inician estas conductas en la niñez tienen una mayor correlación con familias disfuncionales y neuropatologías que interfieren en su desarrollo cognitivo y emocional. Por lo tanto, aquellos que la inician tardíamente, al no presentar comúnmente estos problemas, suelen abandonar este tipo de conductas en la adultez temprana. (Schulenberg & Zarrett, 2006). Existen también otros factores de riesgo comunes en esta etapa relacionados con malos hábitos como la obesidad y el tabaquismo. (Lefrancois, 2001).

### Enfermedades mentales
En la adultez temprana suelen manifestarse por primera vez distintos desórdenes mentales como depresión, esquizofrenia, trastorno limítrofe de la personalidad, desórdenes alimenticios y trastorno bipolar. (Schulenberg & Zarrett, 2006) La aparición de estas enfermedades puede tener un origen genético (como es común en la esquizofrenia). Sin embargo, en muchos casos, estas se desencadenan debido a una maladaptación a las exigencias que suponen los nuevos contextos y roles sociales en este periodo. (MacLeod & Brownlie, 2014) En otros casos, las enfermedades mentales que se presentan son una continuidad de problemas que aparecieron en etapas anteriores del desarrollo. (Schulenberg & Zarrett, 2006)

### Ámbitos sociales de desarrollo

#### La universidad
Durante la adultez temprana, el desarrollo cognitivo se da principalmente en la universidad. La educación en este ámbito no solo mejora las habilidades verbales y cualitativas de los estudiantes, y su conocimiento sobre áreas específicas de una asignatura, sino que también aumenta la flexibilidad y los recursos de sus capacidades de razonamiento. Asimismo, las investigaciones han demostrado que la educación universitaria permite que las personas sean más tolerantes con las posturas políticas, sociales y religiosas que difieren de las suyas propias, lo cual los lleva a su vez a ser más flexibles y realistas en sus actitudes y decisiones (Pascarella y Terenzini, 1991). Así, la universidad es un catalizador de pensamiento maduro sin importar la edad a que se asista a ella, ya que no solo provee información y temas pertenecientes a una especialización y a otras áreas del programa, sino que también enseña a cómo pensar y razonar en profundidad, de manera más inquisitiva y reflexiva (Berger, 2001).

#### La amistad
La amistad es muy importante en cada etapa del desarrollo, ya que los amigos amortiguan el estrés y constituyen una fuente de sentimientos positivos. Los amigos se eligen de acuerdo a las cualidades que comparten, lo que los convierte en buenos compañeros y en fuentes fiables de apoyo emocional. Además, el hecho de que los lazos de amistad sean voluntarios, a diferencia de los vínculos familiares, hace que la amistad íntima sea una validación del mérito personal de uno mismo, de modo que esta constituye una fuente de autoestima incalculable (Berger, 2001).
Dado que al inicio de la adultez temprana el joven suele encontrarse libre de compromisos como el matrimonio o el tener que mantener a los padres que envejecen, este encuentra relativamente fácil el crear redes sociales extensas y variadas. La amplia gama de contextos sociales le permite ser capaz de entablar muchas relaciones que le pueden proporcionar compañerismo y simpatía para facilitarle los retos que comporta la juventud.

#### El trabajo
En todas las sociedades, el trabajo es un componente importante en la vida individual y en la estructura social. La ocupación de la persona tiene muchas influencias sobre otras esferas de la vida adulta y constituye uno de los factores primarios que determina la renta, el prestigio y el lugar que uno ocupa en la sociedad. Además, a diferencia de otros indicadores sociales, el componente laboral necesariamente interviene en la vida del individuo ya que todos eligen y planean algún tipo de ocupación.
Tener un rol profesional es síntoma de estabilidad y responsabilidad y permite cultivar relaciones sociales con los pares, al igual que lo hizo la escuela durante la adolescencia. Por este motivo, algunos investigadores han relacionado la madurez psicológica con la madurez económica (Neugarten and Moore, 1965), de modo que según estos autores la dependencia financiera es síntoma de inmadurez en el individuo.

#### La familia

##### El matrimonio
Muchos expertos han intentado averiguar cuáles son los elementos que permiten que un matrimonio funcione. Uno de los factores de desarrollo que guarda mucha relación con el éxito de este, es la edad y madurez de los cónyuges. En general, cuanto más jóvenes son los que se casan por primera vez, hay más probabilidad de fracaso. Una explicación de esto podría deberse, tal como apunta Erikson (1963), a que resulta difícil conseguir la intimidad cuando la identidad no es segura. Al igual que muchos adolescentes, los adultos jóvenes aún están determinando sus valores y roles, de modo que es probable que los miembros de una pareja que se consideran compatibles al principio de la relación puedan encontrar, a medida que maduran, que sus principios y formas de ver el mundo son divergentes.
Otro de los factores tiene que ver con el grado en que una pareja es homógama o heterógama. En los países industrializados, la endogamia y exogamia son una cuestión del grado en que los cónyuges con similares en cuanto a intereses, actitudes y objetivos, así como en lo que se refiere a las variables de los orígenes como el nivel socioeconómico, la etnia y el lugar de nacimiento. En general, cuanto más homógamo sea un matrimonio, más probabilidades de éxito tiene, porque el situarse la pareja en un mismo contexto en muchas dimensiones reduce el potencial de tensiones y desacuerdos (Berger, 2001).

##### La paternidad
Erikson (1963) consideraba que el cuidado de los hijos satisfacía una necesidad adulta importante, ya que a pesar de que la generatividad puede adoptar varias formas, su principal es la de <<dar lugar y guiar a la siguiente generación>>. Los adultos necesitan que se les necesite y que la interdependencia de padres e hijos es un proceso que dura toda la vida y que empieza por la concepción para continuar a lo largo de la vejez.
Tener a los propios hijos y cuidar de ellos y orientarlos al mundo adulto son elementos significativos en el desarrollo de los padres e implican desafíos y satisfacciones psicosociales distintos en cada etapa de crecimiento de los hijos. Durante la paternidad, cada uno de los padres es puesto a prueba y transformado, ya que al pasar el hijo por distintas etapas para su desarrollo, los padres deberán adaptarse a cada fase nueva y replantear la forma de crianza que deberán utilizar para su máxima realización (Berger, 2001).

### La posmodernidad

#### Vivir independientemente
Dejar el hogar para ir a vivir solo se trata de una transición que implica un proceso de separación y que es visto por muchos como una condición necesaria para el establecimiento de una familia. No obstante, en décadas recientes, este proceso ha perdido su carácter de inmediatez, ya que muchos jóvenes adultos pueden estar físicamente separados de los padres pero siguen dependiendo de ellos en términos financieros o socio-psicológicos.
Por otro lado, la separación física real del joven adulto parece posponerse cada vez más debido a factores relacionados con la creciente competitividad laboral, la cual exige mayores títulos académicas y especializaciones. Asimismo, esta separación ha perdido la fuerza que solía ser característica en ella, puesto que el regresar al hogar de los padres luego de una experiencia temporal de autonomía, ya sea por cuestiones económicas o emocionales ha sido un fenómeno que ha incrementado en las últimas décadas. Esto podría poner en riesgo la satisfacción de la necesidad de autonomía del individuo, ya que el no vivir una residencia propia puede ser resultado de la incapacidad de afrontar los retos que supone el manejarse solo (Goldscheider and Goldscheider, 1999).

#### Ámbito laboral
En el contexto posmoderno, las tendencias laborales están asociadas al fenómeno de reversibilidad y postergación. Por una parte, la extensión gradual del proceso de entrenamiento y el incremento de especializaciones en numerosas áreas del trabajo han tenido como resultado un atraso en la entrada al mundo laboral. Por otro lado, tal como menciona las políticas de trabajo asociadas a la flexibilidad y las estrategias de contratación basadas en el aprendizaje, no solo alientan esta postergación, sino que además cuestionan el carácter de la irreversibilidad ocupacional en la adultez (Bernardini, 2014).

#### Participación política
Hasta hace algunos años era frecuente asumir que el interés en la política tendía a crecer a medida que la edad aumentaba y que los ideales políticos del individuo crecían. No obstante, ese fenómeno es difícil de demostrar empíricamente si no es a través de la conducta electoral. En el 2002, la revista USA Todays Magazine mostró que las elecciones presidenciales en ese país había alcanzado el récord en cuanto al voto negativo (59%), siendo el grupo social que menos votó el de los adultos más jóvenes. También se demostró que la participación política incrementa con la edad y disminuye solo en los últimos años de la vejez. Por lo tanto, el interés político puede reconocerse como un indicador de madurez tanto en lo social como en lo individual.
No obstante, en décadas recientes se plantea que esto ha perdido valor y que debería reconsiderarse en el desarrollo de un nuevo paradigma sobre la adultez. Esto es comprobado, por ejemplo, al observar que la participación electoral en gran parte de Europa y en Estados Unidos ha ido disminuyendo gradualmente en los últimos cincuenta años (Putnam, 2001).

#### Religiosidad y espiritualidad
Numerosos estudios han verificado el aumento sistemático de la importancia de la religión a lo largo de las distintas etapas de la adultez. El incremento se relaciona tanto al interés individual como a las prácticas sociales relacionadas con ella. Dillon y Wink (2007), encontraron a través de un estudio realizado desde 1998 hasta el año 2000, que el nivel de búsqueda espiritual crece gradualmente en el individuo durante la adultez. Es importante mencionar que no solo la importancia atribuida individualmente a la religión aumenta con la edad, sino que también el reconocimiento de su función como guía y apoyo en lo psicológico y en lo social.

#### El matrimonio
En la mayor parte del mundo, el matrimonio ya no es visto como un arreglo legal y religioso que se busca como único camino para la expresión sexual y para tener hijos. Actualmente en los Estados Unidos y en casi todos los países industrializados, la mayoría de los adultos entre los 20 y 40 años permanecen solteros o divorciados (Oficina del Censo de los Estados Unidos; Burns y Scott, 1994). Sin embargo, el matrimonio continúa siendo la prueba más perdurable del compromiso de la pareja y es celebrado en todas las culturas del mundo mediante la boda, normalmente con muchos invitados y un gasto ostentoso.

#### La maternidad y paternidad
En el siglo XX los roles de género en la familia han cambiado de manera drástica. Mientras que en las primeras décadas la mujer aún se halla subordinada al cuidado del hogar y al trabajo de crianza de los niños, durante las últimas décadas del siglo la mayoría de mujeres ya formaba parte de la fuerza laboral. En Estados Unidos, un censo realizado en el año 1960 reveló que el 82 por ciento de las esposas con niños pequeños no trabajaba, mientras que en 1995 las estadísticas mostraron que la mayoría de mujeres ya trabajaba, siendo el 77 por ciento madres cuyo hijo más pequeño asistían a la escuela y el 60 por ciento, madres que al menos tenían un bebé (Oficina del Censo de los Estados Unidos, 1996). Asimismo, la mayoría de los esposos que trabajan (el 95 por ciento), ahora compartían las tareas domésticas con sus esposas, ocupándose en gran medida en el cuidado de los hijos.
Los problemas que presentan las familias en las que ambos miembros aportan dinero y cuidan a los hijos de debe a las coordinación de roles y las responsabilidades familiares y del trabajo. Un primer problema tiene que ver con la percepción de la paridad marital, esta es, la igualdad entre ambos padres. Tanto si se trata de responsabilidades del hogar como el aporte de ingresos, cuando uno de los padres experimenta una falta de paridad en estas áreas surge el resentimiento y el matrimonio sufre (Berger, 2001).Otro problema para las familias con dos fuentes de ingresos más evidente es la logística familiar, esto es, coordinar nacimientos, los cambios de empleo, mudanzas, entre otros. Todos estos requieren de un acuerdo mutuo, coordinación y planificación que era innecesario en generaciones anteriores.

## Adultez media

### Definición
La adultez media, también llamada la segunda adultez o mediana edad, va desde los 40 a 60 años. Según Erikson esta es una etapa muy importante del ciclo vital, ya que, esta es considerada de gran productividad, especialmente en la esfera intelectual y artística, y es en definitiva el período en el que se consigue la plena autorrealización.
Durante este período podría surgir lo que se conoce como la crisis de la adultez media, es lo que se denomina “midescencia” (middlescence). Proceso que se caracteriza por un nuevo esfuerzo en la búsqueda de una nueva identidad. Esto podría llevar a la persona a incurrir en patrones de comportamiento que no son típicos de su edad, en particular, tratar de establecer patrones de vida típicos, parecidos a la búsqueda de identidad que pasan los adolescentes.

### Desarrollo físico
Durante esta etapa, si bien algunos cambios fisiológicos se deben debido a factores genéticos y biológicos de la persona, es importante resaltar que en esta etapa devienen los resultados del estilo de vida que se haya llevado durante la adolescencia; es decir, el modo de vida durante los años previos en aspectos tales como la salud, hábitos alimenticios, etc. se ven evidenciados en este cambio. 
En el aspecto sensorial y psicomotriz, se evidencia un declive en la capacidad de funcionamiento en algunos sentidos, tales como la vista, donde se presenta la necesidad de usar lentes, o la audición, en la cual se presenta la necesidad del uso de audífonos. Además, el gusto, la sensibilidad y el tacto se ven afectados de la misma manera. Por otro lado, las funciones psicomotrices de la persona tales como su fuerza o su coordinación se ven afectadas con el paso del tiempo. Asimismo, la coordinación disminuye en aproximadamente un 20% entre los 40 y 60 años, cambio que se va vislumbrando a partir del inicio de la adultez y se hace más notorio el cambio en la adultez media.
Cabe mencionar también que la piel de la persona pierde suavidad, la persona tiende a presentar un aumento de peso debido a la acumulación de grasa y pierde estatura. La cara empieza a mostrar arrugas propias de la edad, las "patas de gallo" y las arrugas en la frente son característicos. Los huesos de la persona pierden dureza, se vuelven quebradizos. Estos cambios son una consecuencia de lo que se menciona anteriormente, malos hábitos en la vida tales como tabaquismo, alcoholismo, uso de sustancias, etc. Las enfermedades cardíacas, por lo general, aparecen en esta etapa también, ya que el corazón comienza a bombear de manera más lenta alrededor de los 50 años.

### Desarrollo moral
Según Kohlberg, quien define a la moral como un sentido de justicia más ligado al cumplimiento de reglas -el cual depende de un desarrollo cognitivo que implica superación del pensamiento egocéntrico y una capacidad abstracta de pensar-, explica que en la etapa de Adultez media se desarrolla un período postconvencional. En este, el adulto tiene pensamientos enfocados racionalmente y valora más la voluntad de las mayorías y el bienestar social. Es decir, el adulto acepta las diferentes leyes impuestas por la sociedad y actúa de acuerdo a estándares internos.
El desarrollo moral del adulto es basado en las experiencias que él mismo tiene y las decisiones morales que debe de tomar en cada situación, ambas acciones incentivan el desarrollo moral. La persona en la adultez media vive a través de las emociones ya que, es una herramienta útil para revaluar lo correcto, lo justo. Es decir, el desarrollo moral en esta etapa se caracteriza por haber acentuado, además, sus bases empíricas en el análisis de la vida cotidiana en la que se encuentra. Finalmente, se define a esta etapa como una moral postconvencional y así, se marca el logro de la moralidad.

### Desarrollo cognitivo
Según diversos estudios se ha determinado que hay un patrón estable de cambios que ocurren en esta etapa de la vida. Por ello, en la adultez media se puede observar ciertas características cognitivas que prevalecen. Teniendo un pensamiento postformal con un razonamiento intuitivo; de esta manera, es común dar cuenta del desarrollo de la capacidad de resolución de problemas (llegando a su máxima expresión en esta etapa) y la emisión de juicios, tomando en cuenta la influencia cultural y de la situación. Asimismo, este tipo de pensamiento abarca el pensamiento integrador, en el cual se integra la lógica con la intuición, añadiendo nueva información a lo que ya se sabe.
Asimismo, la creatividad en esta etapa se desarrolla en un ámbito social y no necesariamente surge en el contexto adecuado, apoyándose en los atributos personas de la persona de fuerzas ambientales; así también como de capacidades cognoscitivas. Parece que brota de diversas experiencias que debilitan las restricciones convencionales y de experiencias difíciles que fortalecen la perseverancia y la superación de obstáculos. Teniendo en cuenta que la creatividad no está ligada fuertemente a la inteligencia. Partiendo de este punto se puede hablar que los adultos en esta etapa van a estar en constante búsqueda de oportunidades estimulantes, expandiendo de manera paralela la activación de su desarrollo cognitivo al tomar decisiones ocupacionales que influyan en este desenvolvimiento.
Los adultos de la etapa media van a estar en la búsqueda constante de diversas instituciones educativas con el objetivo de mejorar sus habilidades y conocimientos relacionados con el trabajo o para prepararse para un cambio de carrera. Esto es porque tienen necesidades educativas y fortalezas especiales. Siempre estarán en la búsqueda de un uso más productivo de su tiempo. Y cuando encuentren un trabajo complejo en el cual puedan sentirse eficaces, esta situación hará que se mejore la flexibilidad cognoscitiva haciendo que lo desafiante tenga un grado de significancia para ellos. Por último, en esta etapa también se puede apreciar la “Habilidad de la pericia”, la cual es relativamente independiente de la inteligencia en general y se caracteriza por la especialización de una materia en especial volviéndose unos peritos en el tema, esto va en relación con la búsqueda de conocimiento nuevo y estimulantes cognoscitivos mencionados anteriormente.

### Contexto y desarrollo social
La importancia del estudio de la edad adulta media radica en que es una de las etapas más extensas de la vida humana que incluye al grupo etario más productivo de la sociedad y es el que ocupa los más altos cargos y posiciones en el ambiente laboral. 
Según Erickson, las personas que se encuentran en la etapa de la adultez media, se encuentran en la etapa denominada de la crisis de la productividad/generatividad vs. estancamiento, la cual se caracteriza por un marcado esfuerzo por hacer cosas que nos parece que tienen valor y significado en la vida (ej. ser un profesional que rinde un servicio de excelencia). Además, hay un marcado interés por contribuir a la formación de la generación que se está levantando. En las mujeres, aproximadamente a los 30 años, se dedican a su profesión y tienden a inclinarse más hacia el matrimonio y la familia. En los hombres, hay una búsqueda de estabilidad en el trabajo, búsqueda en los logros profesionales, búsqueda en la pareja estable y búsqueda de la autorrealización.

#### Relaciones y vínculos afectivos
La adultez media se caracteriza por la liberación de las grandes presiones y la búsqueda de placeres más individuales, junto a una mayor experiencia, que será bien aprovechada si no se mantienen sueños imposibles ni se mantienen posiciones muy rígidas.
Silvestre (1996) afirma que existe un reforzamiento de la pareja en la edad adulta, producto de la libertad que otorga el alojamiento de los hijos, la renovación de intereses sexuales, un aumento en la intimidad y una valoración de la relación sobre la base de lo invertido en ella. La naturaleza de los conflictos maritales cambia con los años: de los 40 a los 50 predominarán los relacionados con la crianza de los hijos, en tanto que después de los 50 predominan los problemas los problemas de comunicación en la pareja y los de la distribución de tiempo y de actividades de ocio. Las relaciones extraconyugales son relativamente munes durante esta etapa. Según Hoffman (1996), la mayoría de los divorcios que se producen en esta etapa se deberían a la no aceptación de los cambios de roles matrimoniales por parte de un integrante de la pareja o por acontecimientos sorpresivos. El volver a casarse es más común en los hombres que en las mujeres.
El adulto medio comúnmente debe cuidar a dos generaciones: sus padres y sus hijos. Esto puede generar, en muchos de estos y especialmente en las mujeres, una situación de “presión en el ciclo de vida”. A esta edad la gente comienza a convertirse en abuelo. Los abuelos influyen sobre sus nietos como cuidadores, compañeros de juego, historiadores familiares, consejeros, modelo de rol y como intermediarios entre nietos e hijos (Hoffman y Hall, 1996).
Acerca del matrimonio, los adultos medios tienen una concepción muy diferente de este de lo que solía ser, cuando las expectativas de vida eran cortas, las parejas no permanecen juntas por más de treinta años y este matrimonio se acabaría con la muerte de uno de los cónyuges. Ahora, muchas parejas terminan en divorcio. Acerca de la calidad del matrimonio, según estudios se encontró que durante los “primeros 20 a 24 años de matrimonio, entre más tiempo haya estado casada una pareja, menos satisfacción con el matrimonio. En cambio, entre los 35 y 44 años de matrimonio, la pareja tiende a estar más satisfecha”.
Por otro lado, acerca de la soltería, este es temporal ya que “ para la edad de 45 a 54 años apenas 7.4% de los hombres y 5.6% de las mujeres no se ha casado nunca”. Algunas ventajas de estar soltero a esta edad son mayores oportunidades de autodesarrollarse, de conocer gente distinta, independencia económica, mayor experiencia sexual, libertad para controlar la vida de cada uno. No obstante, entre algunas desventajas es la soledad y falta de compañía; penurias económicas, especialmente para las mujeres; sentirse fuera de lugar en muchas reuniones sociales, no tener hijos, prejuicios de la sociedad. 
Con respecto a las amistades, los adultos medios suelen reducir las redes sociales e incrementar su nivel de intimidad. Sin embargo, las amistades persisten y son una fuente de apoyo emocional y bienestar, en especial para las mujeres. Estas amistades son en su mayoría del trabajo, la crianza, vecindario, etc. La calidad de las amistades a menudo compensa el escaso tiempo compartido y los adultos recurren a ellos para recibir apoyo emocional, orientación, práctica, consuelo, compañía y conversación. 
Otro tema importante es la relación con los hijos maduros. “la mayor parte de los padres deben afrontar un conjunto diferente de problemas que surgen de convivir con los hijos que pronto dejarán el hogar” (Rice, 1995). Muchos padres aún viven con sus hijos adultos, aunque en muchos casos el bienestar de los padres depende de cómo les vaya a sus hijos. Por otra parte, los adultos que tienen hijos adolescentes deben lidiar con los cambios físicos, psicológicos y sociales de sus hijos y sus problemas que les pasa día a día. Una tarea importante de los padres, es aceptar a sus hijos como son y no como esperaban que fueran. 
Hay dos fenómenos que se pueden presentar. Uno es cuando los hijos se van del hogar, lo que se conoce como el nido vacío. Muchas madres tienen dificultades cuando los hijos se van, en cambio, otras la partida es liberadora. Estas mujeres pueden perseguir sus propios intereses mientras disfrutan de los logros de sus hijos mayores, sin embargo, cuando los hijos no encuentran éxito, este proceso es más difícil. El segundo fenómenos es cuando la crianza es prolongada, que se denomina el nido abarrotado. Es decir se genera una incapacidad para independizarse. Los adultos esperan que sus hijos se independicen, para ellos es una señal de éxito, por tal la postergación de la partida del nido o su regreso puede causar mucho estrés a los padres, aunque en muchos casos vivir con los hijos adultos, puede ser una expresión de solidaridad familiar.

#### Trabajo y vida profesional
En esta edad, se llega a la llamada etapa de mantenimiento, en la que disminuye la tendencia a aventurarse laboralmente, prefiriendo la seguridad que otorgan las áreas conocidas y en las que mejor se han desempeñado. Puede ser un periodo de satisfacción o frustración, dependiendo de la existencia de un establecimiento afortunado o desafortunado. En ambos casos, existe un conflicto de valores entre seguir esforzándose y la opción de descansar y disfrutar de lo que se ha logrado, trabajando solo para conservarlo. Las mujeres, por su parte, tienden a cultivar los talentos que quedaron a medio terminar (Sheehy,1984). Muchas de ellas se comprometen fuertemente en lo laboral, especialmente las que recién se incorporan al mundo laboral o las que sus hijos ya se han marchado de casa (Hoffman y París, 1996).
Levinson propone que, en la edad adulta, hay dos fases por las que pasan los adultos para la elección laboral y profesional. Estas son la fase novicio o principiante (la cual oscila entre los 17 y 33 años) y la fase de asentamiento (la cual va entre los 30-33 hasta los 45 años). En esta segunda fase, la persona procura definir su trabajo y la carrera que lo lleva a cumplir sus sueños. A los 40 años de edad habría llegado hasta donde ha sido posible. Aquí se presenta una tarea básica de la mitad de la vida, que consiste en hacerse un lugar para sí mismo en la generación de la adultez media y pasar a ser un adulto que ocupa un lugar superior en el mundo.

#### Teorías sociales
Hay una teoría del contacto social, de acuerdo con esta teoría, “la gente atraviesa la vida rodeado por caravanas sociales: círculos de amigos cercanos y familiares con diversos grados de cercanía, de los cuales depende para recibir ayuda, bienestar y apoyo social, y a los cuales ofrece a su vez cuidado, interés y sostén” (Papalia, Wendkos y Duskin, 2005). Las distintas características de las personas como género, religión, edad, educación junto con las peculiaridades de cada persona como expectativas de roles, complicaciones familiares influye en el tamaño de la red de caravanas, cantidad y tipo de apoyo social y la satisfacción de dicho apoyo. 
Estas caravanas pueden mantenerse por un tiempo, sin embargo, esto puede variar de acuerdo al desarrollo en que se encuentre la persona, por ejemplo en un momento los vínculos con los padres puede ser el más importante, y en otro momento los amigos son lo más importante en la vida de uno. 
La otra teoría es de la selectividad emocional de Laura Carstensen, este ofrece una perspectiva de ciclo de vida de la manera en que la gente elige con quien pasar su tiempo. De acuerdo con Carstensen, la interacción tiene tres metas principales “ es una fuente de información, ayuda a desarrollar y mantener un sentido un sentido de sí mismo y es una fuente de placer y confort o de bienestar emocional” (Papalia, Wendkos y Duskin, 2005). En la edad adulta media las personas buscan estar con personas que les hacen sentir bien y le ayuda a regular la emoción.

### Salud mental
La salud mental en la edad adulta media involucra sentido de bienestar psicológico y sentido saludable del ‘yo’ con respecto a la evaluación de la propia vida. Así, la aparición o no de enfermedades mentales y las tendencias de salud son parte importante del desarrollo del adulto intermedio.

#### Tendencias de salud
Las tendencias de salud son los hábitos personales y estilos de vida que contribuyen a la vida longeva, de ser positivos, o a la mortalidad, de ser negativos. Así, los factores de reducción de riesgo serían reducción de grasas, consumo de fibra, ejercicio, consumo moderado de alcohol, apoyo social y cuidados médico regulares. Por el contrario, los factores de riesgo psicológico incluyen fumar, consumo excesivo de alcohol, hostilidad, estrés en el trabajo y funcionamiento sexual inadecuado.
Dentro de esto, el bienestar marca la diferencia en la salud mental positiva igual que la generatividad (Papalia, Wendkos y Duskin, 2005). Según la escala de Ryff y Keyes, las dimensiones del bienestar son: autoaceptación, el reconocimiento y aceptación de los múltiples aspectos del yo, características y cualidades; relaciones positivas con los demás, afecto e intimidad en relaciones cálidas, satisfactorias y confiables con los demás; autonomía, autodeterminación e independencia en las acciones, capacidad de elegir las oportunidades que desea; dominio del ambiente, competencia y control sobre las actividades que le rodean ; propósito en la vida, tener metas y un sentido de dirección de la vida; y crecimiento personal, ver el yo en desarrollo continuo y apertura a nuevas experiencias. Así, quienes tengan altas puntuaciones en estos, serán los que tengan menos sentimientos negativos durante la madurez. Según Erikson, en la adultez media se pasa por la etapa de generatividad vs. ensimismamiento y estancamiento, donde la generatividad refiere a la producción de ideas y cosas a través del trabajo. Esto se da porque la sociedad da roles y desafíos para cumplir dentro de este periodo, como por ejemplo, ser cabezas de familia y/o líderes en organizaciones o comunidades. Sin embargo, no es de generalizado, pues se puede ser generatividad en algunos roles y no en otros.

#### Trastornos mentales
En la adultez media, a diferencia de los jóvenes y mayores, se da una mayor tendencia a padecer de trastornos psicológicos graves, tales como tristeza profunda, nerviosismo, inquietud, desesperanza y sentimientos de minusvalía. Las enfermedades mentales que priman en la adultez son las demencias, estas son el deterioro cerebral asociado a la edad. Así, a medida del paso del tiempo, no se generan nuevas neuronas y las conexiones entre las existentes van perdiéndose. Algunas de las demencias que tienen su aparición en la adultez media son la enfermedad de Pick, la enfermedad de Huntington y la enfermedad de Parkinson (Craig y Baucum, 2001).
- La enfermedad de Pick. Parecida a la enfermedad de Alzheimer, aunque más frecuente entre los 40 y 60 años. Aparece como alteraciones o déficits en el lenguaje, pero genera cambios en la personalidad, el comportamiento social y la emocionalidad. Está asociada a la degeneración neuronal en el neocórtex y en la amígdala.

- La enfermedad de Huntington. Su aparición se da en la edad adulta intermedia. Sus síntomas más característicos son las alteraciones motoras por afectaciones del núcleo caudado y el putamen. También hay alteraciones cognitivas no asociadas al pensamiento no verbal o problemas no emocionales.

- La enfermedad de Parkinson. Su máxima incidencia es la década de los 50. Se presenta temblor, rigidez y otras alteraciones motoras acompañadas por moderadas alteraciones cognitivas. Estos están asociados a la degeneración del núcleo estriado y la sustancia negra, de forma que ya no captan el neurotransmisor dopamina.

### Estrés en la adultez media
El estrés es una reacción natural que desarrollan las personas, es la condición resultante de las interacciones entre una persona y su ambiente (Salanova, 2009). Sin embargo, existen distintos tipos de estrés de acuerdo al ámbito en que se desarrolle la persona. En la adultez media, el estrés proviene de cambios de funciones: transiciones profesionales, hijos que crecen y se independizan y la reorganización de las relaciones familiares (Papalia, Wendkos y Duskin, 2005).

#### Consecuencias
Debido a que el estrés es una respuesta por parte del individuo ante un estímulo, el resultado de esta respuesta puede ser negativo o positivo, es decir, que la presencia de un determinado nivel de estrés puede tener efectos beneficiosos para la persona, generando una respuesta adecuada para la tarea requerida. Sin embargo, también ocurre lo contrario, en la medida en que la cantidad de estrés aumenta y la persona no puede afrontarlo, la respuesta será negativa.
De acuerdo a la intensidad del estrés, las consecuencias de vuelven más nocivas para la persona. Cuando no existe un proceso de recuperación después de un tiempo de estrés continuo, se puede llegar a convertir en un estrés crónico, llamado también como el síndrome de burnout. El cual se da cuando la persona está agotado, exhausto por el desgaste de energía.
Distintos tipos de estresores afectan al sistema inmune de maneras diversas. Por ejemplo, el estrés de corto plazo como la dificultad de una prueba o presentaciones ante un público, fortalecen el sistema inmune. Pero el estrés prolongado, como resultado de discapacidad, pobreza, puede debilitar el sistema inmunológico lo que aumenta la susceptibilidad a las enfermedades.
Por otro lado, el estrés puede dañar la salud de una manera indirecta, a través de los estilos de vida. Por ejemplo, las personas sometidas al estrés tienden a dormir menos, fumar y beber más, tienen una alimentación poco saludable y no prestan atención a su salud. Las personas que tienen un control de su vida y un manejo adecuado al estrés, tienden a ejercitarse a menudo, comer bien, socializar con mayor frecuencia, mantener hábitos más saludables y cuentan con un mejor funcionamiento físico (Papalia, Wendkos y Duskin, 2005).

#### Estrés laboral
Diversos estudios han determinado que el estrés se da con mayor frecuencia en el área laboral. En una investigación realizada a 2.000 trabajadores de diversos sectores tanto públicos como privados, se concluyó que el 41% presentaba altos niveles de estrés laboral. Las principales consecuencias del estrés se ven asociadas a actitudes y conductas de carácter negativo desarrolladas por el sujeto, tales como la suspicacia, la agresividad, irritabilidad o aislamiento. Ello conlleva a un deterioramiento de las relaciones interpersonales generando conflictos, evitación de contactos sociales o la pérdida de redes de apoyo (Carvajal, 2011).

#### Manejo del estrés
Las personas de edad media pueden estar mejor preparadas para afrontar el estrés, en comparación a otros grupos de edad. Esto se debe a que tienen una mejor idea de lo que pueden hacer para cambiar las circunstancias, y de aceptar que hay cosas que salen de su control. 
En un estudio se refirió que las mujeres sufren de estrés más extremo que los hombres, y tienden a preocuparse más por él. Siendo que los hombres, tiendan a la respuesta clásica de luchar o huir. En cambio, las mujeres tienen un patrón de respuesta orientado hacia el cuidado y cordialidad, actividades afectivas para reforzar la seguridad, y de dependencia de las redes sociales para intercambiar recursos y responsabilidades (Papalia, Wendkos y Duskin, 2005).